# Short Back 'n' Sides
Short Back 'n' Sides è il quinto album registrato in studio da Ian Hunter. Incerto sulla direzione musicale da prendere, Ian Hunter alla fine decide di collaborare con Mick Jones che dona alle canzoni di Hunter un tocco più duro e pesante. In questo album compare anche Mick Ronson. Nel 1995, la Chrysalis Records pubblica l'album in versione doppio cd contenente le canzoni rimasterizzate ed un cd con altre registrazioni inedite.

## Tracce
1. "Central Park n' West" - 4:00
2. "Lisa Likes Rock n' Roll" - 3:56
3. "I Need Your Love" - 3:34
4. "Old Records Never Die" - 4:18
5. "Noises" - 5:51
6. "Rain" - 5:54
7. "Gun Control" - 3:12
8. "Theatre of the Absurd" - 5:49
9. "Leave Me Alone" - 3:29
10. "Keep On Burning" - 4:46

### 1995 Bonus CD
1. "Detroit" (rough mix - instrumental) - 3:42
2. "Na Na Na" - 4:13
3. "I Need Your Love" (rough mix) - 3:46
4. "Rain" (alternative mix) - 5:50
5. "I Believe in You" - 4:15
6. "Listen to the Eight Track" - 6:08
7. "Venus in the Bathtub" -  4:29
8. "Theatre of the Absurd" - 6:08
9. "Detroit" (out take 5 - vocal) - 4:00
10. "Na Na Na" (extended mix) - 4:29
11. "China" (Mick Ronson vocal) - 4:36
12. "Old Records Never Die" (version 1) - (4:18)

## Musicisti
- Ian Hunter: voce, chitarra, pianoforte
- Mick Ronson: chitarra solista, tastiere, voce
- Tommy Mandel: tastiere
- Tommy Morrongiello: basso, chitarra
- Martin Briley: basso
- Eric Parker: batteria
- George Meyer: tastiere, voce
- Mick Jones: chitarra, voce
- Topper Headon: batteria, percussioni
- Tymon Dogg: violino
- Ellen Foley: voce
- Miller Anderson: voce
- Mick Baraken: chitarra in "Gun Control"
- Wells Kelly: batteria in "Gun Control"
- John Holbrook: basso in "Gun Control"
- Gary Windo: sax alto in "I Need Your Love"
- Roger Powell: seconda voce in "I Need Your Love"
- Todd Rundgren: basso, seconda voce in "I Need Your Love"